# Константин-Хансен, Элиза
Элиза Константин-Хансен (дат. Elise Konstantin-Hansen; 1858—1946) — датская художница и керамист. Она разработала свой собственный натуралистический стиль, часто изображая морских птиц, животных, растения и сцены на пляже.

## Ранняя биография и образование

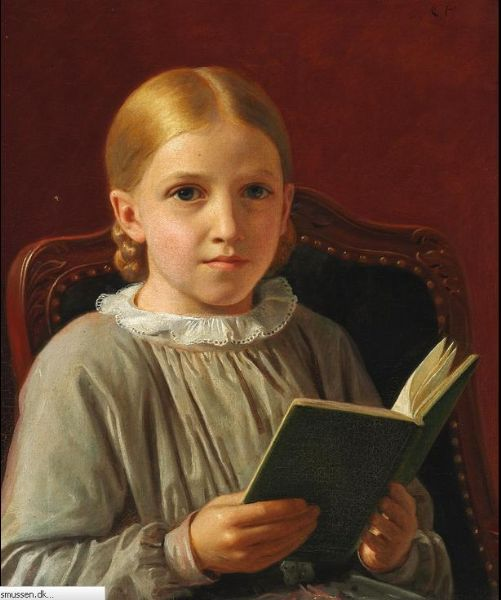
Портрет Элизы кисти её отца Константина Хансена

Элиза Хансен родилась во Фредериксберге, районе Копенгагена, 4 мая 1858 года. Она была дочерью художника Золотого века Дании, Констанина Хансена и его жены Магдалены Барбары Кёбке. В 1908 году она изменила написание своей фамилии на Константин-Хансен
Элиза росла в артистической среде. Некоторые из её восьми братьев и сестёр имели художественные таланты, особенно её сестра Кристиана, которая стала вышивальщицей. Сама Константин-Хансен тоже начинала вышивать в молодости, часто разрабатывая собственные эскизы. Позднее, после смерти отца в 1880 году, она стала главным помощником архитектора и скульптора Торвальда Биндесбёлля.
В дополнение к тому, чему её научил в живописи её отец, она посещала школу живописи Вильхельма Кюхна и взяла уроки у художников Кристена Дальсгора и Лаурица Туксена прежде чем отправиться на учёбу в Париж в 1886 году.

## Художественный стиль

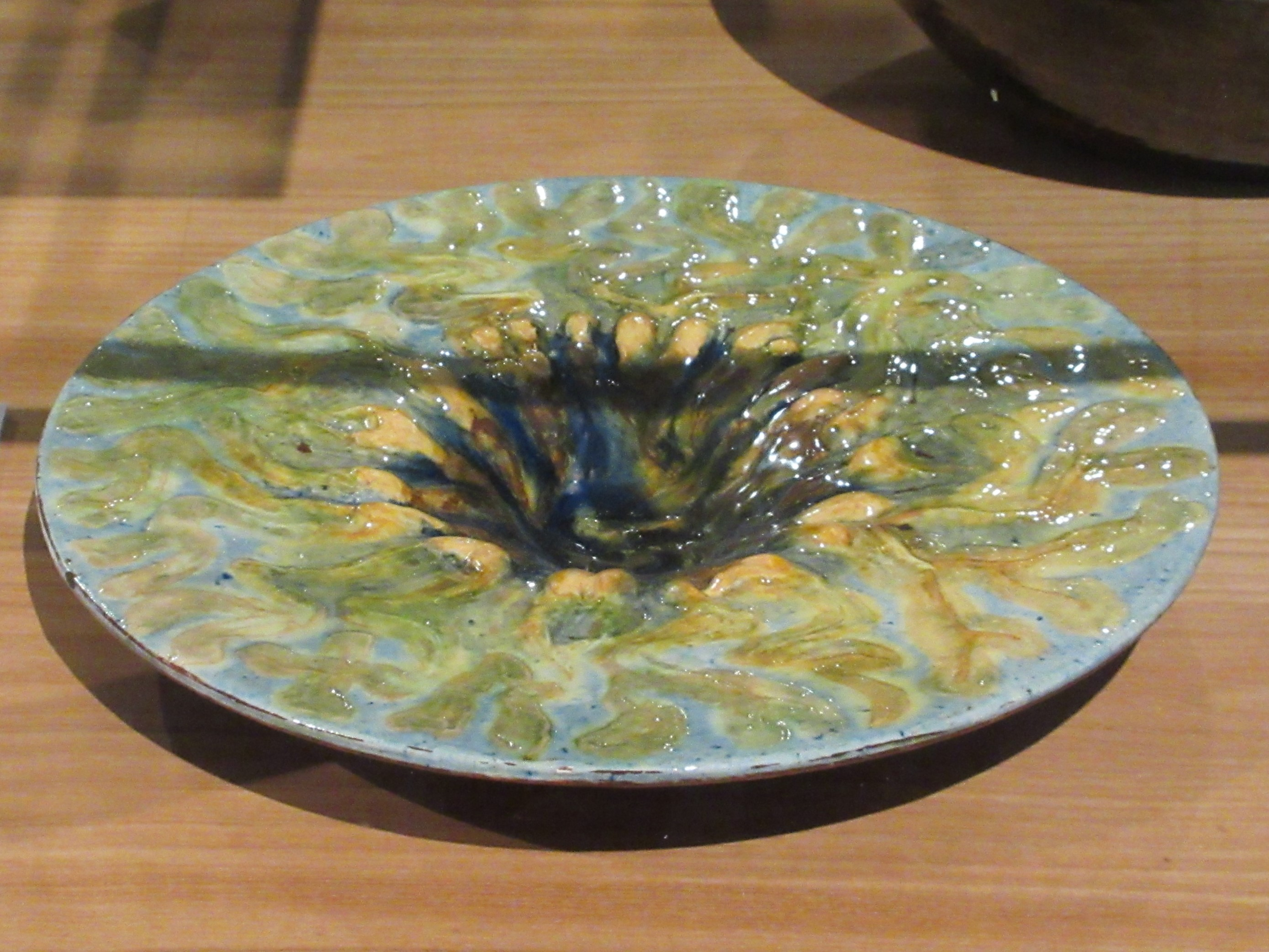
Блюдо с декорацией в виде жёлтого фукуса, изготовленное на гончарном заводе Дж. Уоллмана в Уттерслеве в 1887 году. Датский музей дизайна.

В начале 1880-х годов она занималась вышиванием, переняв стиль помпейских росписей, который предпочитал Торвальд Биндесбёлль. Она работала с керамикой в мастерской Уттерслева вместе с Биндесбёллем и братьями Сковгорд, где выработала более свободный, более личный стиль. Вдохновившись японским искусством, она разработала свой собственный подход к декоративному изображению морских птиц, животных, растений и пляжных сцен, которые она часто рисовала. Некоторые из её керамических творений относятся к числу наиболее заметных её работ, к ним относятся тарелка с изображением морской звезды, глазурованный рельеф с ловцами устриц и своеобразные чаши с грифами.
Самую свою известную работу Константин-Хансен создала в 1930 году, известную как Svaneflok i våge и изображающую группу лебедей у на фоне фьорда Колдинг.

## Выставки

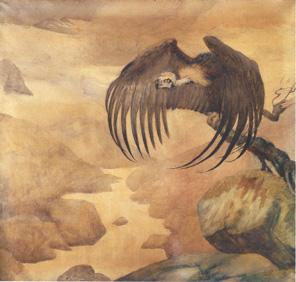
«Стервятник», картина Константин-Хансен, демонстрировавшаяся на Свободной выставке в 1893 году

С 1882 года Константин-Хансен выставляла свои картины в Шарлоттенборге, где в 1885 году она получила премию Нойхаузена за свою работу «Drenge udenfor en Grønthandel» (Мальчик у лавки зеленщика). В 1893 году она начала вместо Шарлоттенборга выставляться на Свободной выставке (дат. Den Frie Udstilling), где продолжала демонстрировать свои работы до 1928 года. Её произведения также выставлялись за рубежом: в Париже (1889) и Берлине (1910—1911). Работы Константин-Хансен были представлены во Дворце изящных искусств на Всемирной выставке 1893 года в Чикаго (штат Иллинойс). В 1917 году она также участвовала со своими произведениями на Датской художественной выставке (дат. Dansk Kunsthandel) и на Женской ретроспективной выставке 1920 года (дат. Kvindelige kunstneres retrospektive udstilling). В 2013 году её работы демонстрировались на выставке в Kolding Kunstforening.

## Галерея

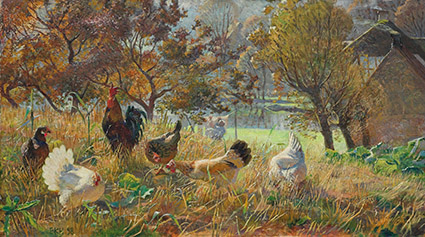
Куры на утренней прогулке (1898)
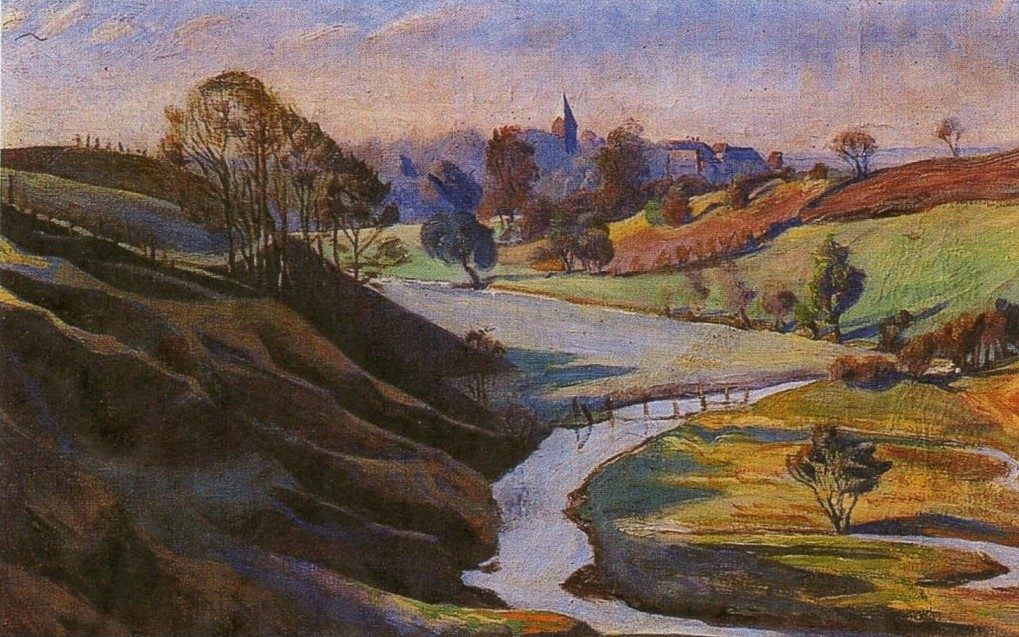
Огор[дат.] (ок. 1915)